# Hauser & Wirth
Hauser & Wirth ist eine 1992 gegründete Galerie für zeitgenössische Kunst in Zürich, mit weiteren Ausstellungs- und Verkaufsräumen in London, New York, Paris und einer Sammlung in Henau im Kanton St. Gallen.

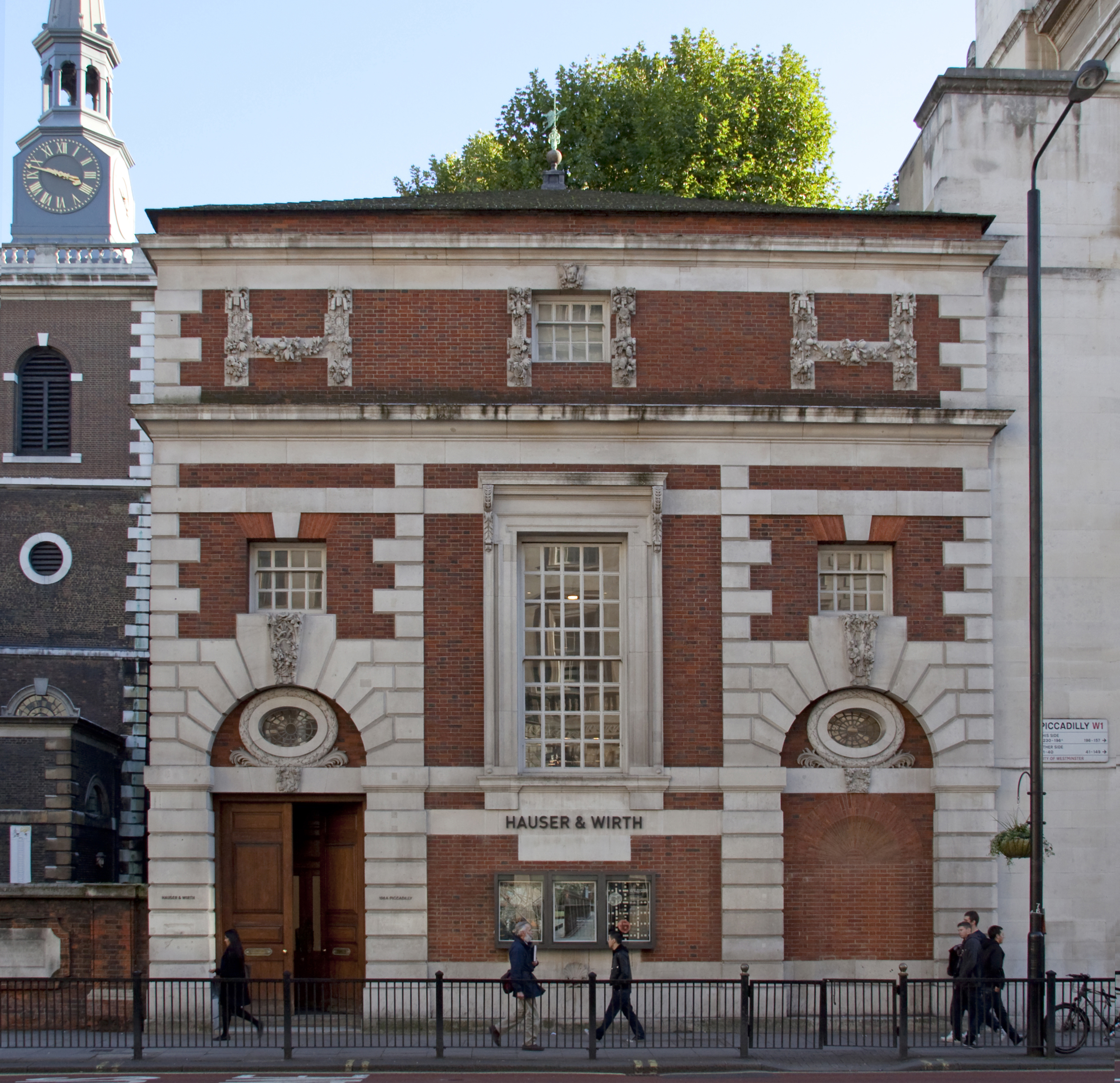
Die Filiale von Hauser & Wirth in London

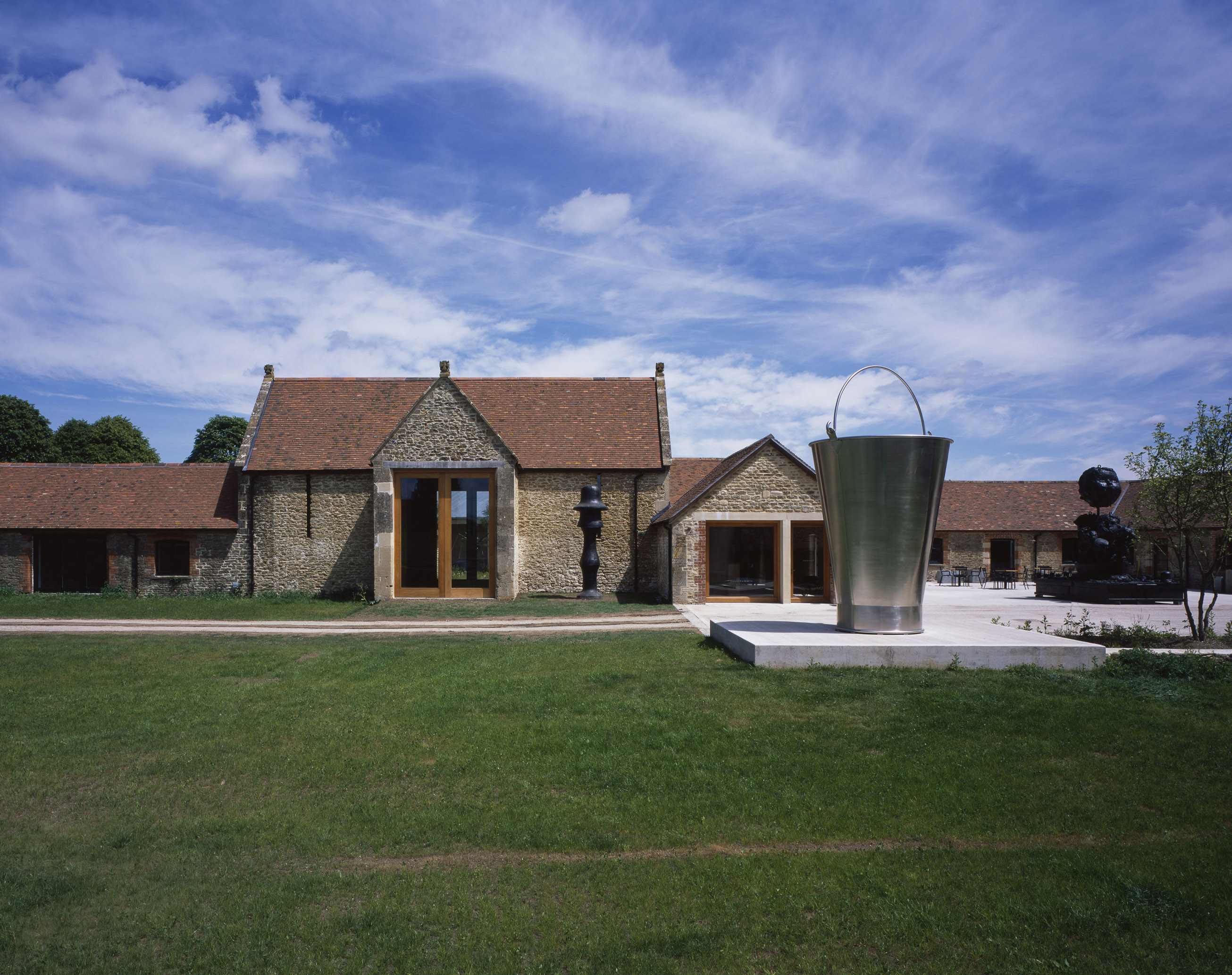
Hauser & Wirth in Somerset

## Geschichte
Ursula Hauser-Fust, die damalige Teilhaberin der von ihrem Bruder geleiteten Elektrowarenkette Dipl. Ing. Fust, begann in den 1980er-Jahren, nachdem ihre Kinder aufgewachsen waren, eine eigene Kunstsammlung aufzubauen. Die in Gossau und in Niederuzwil aufgewachsene Hauser kaufte Werke von Max Bill oder Meret Oppenheim und ergänzte die Sammlung mit zeitgenössischer Kunst.
Gemeinsam mit ihrer Tochter Manuela und deren späterem Ehemann Iwan Wirth gründete sie 1992 in Zürich eine Galerie mit bereits etablierten Künstlern wie Gerhard Richter und Marcel Broodthaers und beteiligte sich vorwiegend als Förderer an verschiedenen zeitgenössischen Kunstprojekten. 1998 beteiligten sich Hauser & Wirth als Teilhaber an der Zürcher Galerie Walcheturm, die bald parallel zu Hauser & Wirth als Hauser & Wirth & Presenhuber firmierte.
Wesentlich für die Entwicklung der Galerie war die Zusammenarbeit von Iwan Wirth mit dem deutschen Unternehmer Friedrich Christian Flick, für dessen als Flick Collection bekannte Sammlung Wirth das Sammlungskonzept schrieb und beratend agierte. Mit zunehmendem Erfolg eröffneten Hauser & Wirth in Henau eine eigene Sammlung. Nach dem Umzug der Familie Wirth 2003 nach London eröffneten sie eine dortige Dependance. In den Räumen der 2002 durch die Münchener Kunsthändler Konrad Bernheimer und Katrin Bellinger erworbenen Galerie Colnaghi in der Londoner Bond Street, die bislang ausschliesslich Alte Meister verkaufte, betreiben Hauser & Wirth seit Oktober 2006 unter dem Namen Hauser & Wirth at Colnaghi einen weiteren Ausstellungsraum. Im Sommer 2014 eröffnete die Galerie zusätzlich Räumlichkeiten auf der Durslade Farm in Somerset. Die Zürcher Galerieräume befinden sich im sogenannten Löwenbräu-Areal an der Limmatstrasse. In Los Angeles befindet sich die Galerie ebenso in alten Industrieräumen.
Neben Schweizer Künstlern wie Roman Signer, Christoph Büchel und Pipilotti Rist vertreten Hauser & Wirth auch internationale Künstler wie Louise Bourgeois, Maria Lassnig  und Paul McCarthy, und verwalten die Nachlässe von Eva Hesse, Jason Rhoades, Lee Lozano, André Thomkins, Philip Guston und Eduardo Chillida.

## Hauser & Wirth Collection
In Henau im Kanton St. Gallen ist die aus der Galerie hervorgegangene Hauser & Wirth Collection untergebracht, aus deren Beständen mehrere Ausstellungen bestückt worden sind:
- 1999: Werkschau Paul McCarthy, Lokremise St. Gallen
- 2001: Wechselstrom, Lokremise St. Gallen
- 2002: The House of Fiction, Lokremise St. Gallen
- 2003: Werkschau Roman Signer, Lokremise St. Gallen
- 2003: (In Search of) The Perfect Lover, Kunsthalle Baden-Baden
- 2005: Swiss Made: the art of falling apart, Cobra Museum, Amstelveen/Niederlande
- 2006: Ballerina in a Whirlpool, Kunsthalle Baden-Baden

Die Collection in Henau war bis 2021 als Sammlung nationaler Bedeutung in der Liste des schweizerischen Inventars der Kulturgüter von nationaler und regionaler Bedeutung eingetragen.

## Bibliographie
- Michaela Unterdörfer (Hrsg.): Wechselstrom. Köln 2001, ISBN 3-89611-101-9.
- Roman Signer, Michaela Unterdörfer: Installation im Wasserturm. Köln 2001, ISBN 3-89611-099-3.
- Michaela Unterdörfer (Hrsg.): Swiss Made: The Art of Falling Apart. Zwolle 2005, ISBN 90-400-9078-5.
- Michaela Unterdörfer, Fritz Emslander: Ballerina in a Whirlpool. Köln 2006, ISBN 3-936859-47-7.